# Andirá
Andirá är en kommun i Brasilien.   Den ligger i delstaten Paraná, i den södra delen av landet, 800 km söder om huvudstaden Brasília. Antalet invånare är 20 615.
Omgivningarna runt Andirá är en mosaik av jordbruksmark och naturlig växtlighet. Runt Andirá är det ganska tätbefolkat, med 108 invånare per kvadratkilometer.